# Un amour de quartier
Un amour de quartier est une série télévisée québécoise en treize épisodes de 25 minutes, scénarisée par Claire Wojas et diffusée entre le 11 septembre 1985 et le 26 novembre 1985 à la Télévision de Radio-Canada.

## Synopsis
« Un amour de quartier » raconte le quotidien d'une femme dans la soixantaine entourée de plusieurs amis habitant le même quartier.

## Fiche technique
- Scénariste : Claire Wojas
- Réalisation : Robert Ménard
- Société de production : Productions Vidéofilms Limitée

## Distribution
- Olivette Thibault : Alice Lamer
- Linda Sorgini : Cybèle
- Jacques Godin : Lucien Larivière
- Jean Dalmain : Désiré St-Amand
- Renée Girard : Georgette Charron
- Roger Lebel : Antoine Charron
- Pierre Curzi : Speedy Joe
- Yannik Prévost : Bobby Lacombe
- Guy Beauregard : Rolland
- Rolland Bédard : M. Leblanc
- Reine France : Rose
- Jean-Pierre Saulnier : Gladu
- Paul Savoie : Frédéric
- André Lacoste : Commis
- Guy L'Écuyer : Ernest